# Haploglenius neoguineensis
Haploglenius neoguineensis är en insektsart som beskrevs av Navás 1914. Haploglenius neoguineensis ingår i släktet Haploglenius och familjen fjärilsländor. Inga underarter finns listade i Catalogue of Life.